# Giuseppe Tartini
Giuseppe Tartini (8. travnja 1692. u Piranu – 26. veljače 1770. u Padovi), mletački skladatelj, violinist i glazbeni teoretičar.

## Životopis
Tartini je rođen u Piranu, gradu na istarskom poluotoku, u Mletačkoj Republici (danas u Sloveniji).
Čini se da su Tartinijevi roditelji htjeli da im sin postane franjevački redovnik, pa je na taj način stekao osnovnu glazbenu naobrazbu. Studirao je pravo na Sveučilištu u Padovi gdje je postao vrlo dobar u mačevanju. Nakon očeve smrti 1710. oženio se Elisabettom Premazone, ženom koju njegov otac nije odobravao zbog njezinog nižeg društvenog položaja i dobne razlike. Na nesreću Elisabetta je bila miljenica moćnog kardinala Giorgia Cornara koji je odmah optužio Tartinija za otmicu. Tartini je pobjegao u Padovu kako bi otišao u samostan sv. Franje u Asizu gdje je mogao uteći sudskom progonu. Dok je bio ondje započeo je svirati violinu.
Postoji legenda da je 1716. godine Giuseppe Tartini čuo sviranje Francesca Marije Veracinija, koje ga je oduševilo jednako koliko se razočarao svojom vlastitom vještinom, pa je pobjegao u Anconu gdje se zaključao u sobu na vježbanje sviranja.
Tartinijeva vještina strahovito se poboljšala pa je 1721. postavljen za Kapellmeistera u Il Santo u Padovi s ugovorom koji mu je dopuštao sviranje za druge ustanove ako je to želio. U Padovi se susreo i sprijateljio sa skladateljem i teoretičarom Francescom Antoniom Vallottijem.
Godine 1726. Tartini je osnovao školu violine koja je privlačila studente iz čitave Europe. Postupno je Tartini postao mnogo zainteresiraniji u teoriju harmonije i akustike, pa je od 1750. do svoje smrti objavio različite traktate. 

## Djela
Danas je najpoznatije Tartinijevo djelo "sonata Đavolji triler", sonata za solo violinu koja iziskuje brojne tehnički zahtjevne trileve s dvostrukim stankama, pa je teška čak i za moderne standarde (jedan mit govori o tome kako je Tartini imao šest prstiju na lijevoj ruci, pa je lakše mogao svirati ove trileve). Prema legendi Tartinija je za pisanje sonate inspirirao san u kojem je vidio đavla koji je svirao violinu uz podnožje njegova kreveta.
Gotovo sva Tartinijeva djela čine violinski koncerti i sonate. Tartinijeve skladbe uključuju sakralna djela poput Miserere skladanog između 1739. i 1741. na zahtjev pape Klementa XII. i Stabat Mater skladanog 1769. Tartinijeva glazba problematična je za učenjake i uređivače jer Tartini nikad nije datirao svoje rukopise, a mnoga već objavljena djela ili djela dovršena godinama prije često je prepravljao. Stoga se teško može odrediti kad je djelo nastalo, kada je prepravljeno i koliko su opsežne bile prepravke. Znanstvenici Minos Dounias i Paul Brainard pokušali su podijeliti Tartinijeva djela u razdoblja u potpunosti prema stilističkim karakteristikama glazbe.
Osim skladateljskog rada Tartini je bio i glazbeni teoretičar vrlo praktičnih sklonosti. Smatra se zaslužnim za otkriće sumarnih i diferencijalnih tonova, akustičkog fenomena posebno korisnog u gudačkim instrumentima (intonacija dvostrukih stanki može se procijeniti pažljivim slušanjem diferencijalnog tona, tzv. "terzo suono"). Svoja je otkrića objavio u raspravi Trattato di musica secondo la vera scienza dell'armonia (Padova, 1754.).
Luigi Dallapiccola napisao je djelo Tartiniana utemeljeno na raznim Tartinijevim temama.
U njegovom rodnom gradu Piranu danas se može vidjeti Tartinijev kip koji se nalazi na trgu u staroj, izvorno rimskoj, luci koji nosi naziv Tartinijev trg. Zamuljena i zastarjela, luka je pročišćena i ponovno razvijena. Jedno od starih kamenih skladišta sada je Hotel Giuseppe Tartini. Njegov rođendan slavi se koncertom u glavnoj gradskoj katedrali.

## Fiktivni portret
Tartini se spominje u kratkoj priči The Ensouled Violin Helene Blavatsky koja čini dio zbirke Nightmare Tales.
Tartini, veliki skladatelj i violinist XVII stoljeća, bio je javno optužen kao onaj koji svoja najbolja nadahnuća dobiva od Zlog s kojim je, kako se priča, u urednoj zajednici. Ova optužba nastala je, naravno, zbog gotovo magične impresije koju je stvarao na svojim audijencijama. Njegova nadahnuta izvedba na violini osigurala mu je u rodnoj zemlji titulu "Majstora naroda". Sonate du Diable, također zvana "Tartinijev san" — kao što svatko tko ju je čuo može posvjedočiti—najčudnija je melodija koja se ikad mogla čuti ili izmisliti: stoga je ova čudesna skladba postala izvor beskrajnih legendi koje nisu niti potpuno neutemeljene, budući da je on sam pokazao kako je on njihov autor. Tartini je priznao da ju je napisao nakon što se probudio iz sna u kojem je slušao svoju sonatu u izvedbi Sotone radi njegova dobra, a kao posljedicu pogodbe s njegovim paklenim veličanstvom.

## Srodne informacije
Računalni program nazvan prema Tartiniju koristi njegovu ideju kombinacije tonova za prepoznavanje razmaka. Ako su određeni intervali odsvirani u dvostrukoj stanci, program može prikazati Tartinijev ton.